# Rio Santa Lucia
Il rio Santa Lucia è un corso d'acqua a regime torrentizio della Sardegna meridionale che raccoglie le acque di deflusso del versante orientale dei monti del Sulcis.
Il torrente, che nel tratto montano prende il nome di  Gutturu Mannu, nasce nel cuore dei monti del Sulcis, attraversa una stretta valle (gola di Gutturu Mannu) proseguendo in direzione nordest e fuoriesce nel cono di deiezione da cui ha inizio la piana alluvionale di Capoterra, in località Santa Lucia, dopo la confluenza del rio Guttureddu e del rio Gutturu Mannu. Dalla confluenza di questi due rami il torrente prende il nome di rio Santa Lucia e prosegue in direzione sud-sudest, fino a sfociare nello stagno di Capoterra, il più meridionale del complesso di lagune e stagni costieri che compongono lo stagno di Cagliari.

## Affluenti

### Rio Gutturu Mannu
È il principale affluente, di cui il Santa Lucia rappresenta la naturale prosecuzione. Si forma dalla confluenza di quattro rivi che nascono rispettivamente dalle pendici meridionali di monte Is Caravius (1116 m), dal versante nordorientale di S'Arcu 'e su Schisorgiu (473 m) e dalle pendici settentrionali del complesso di creste che si estendono dal monte Mannu (716 m) al monte Is Pauceris Mannu (720 m).
Attraversa, con un percorso sinuoso, una stretta valle in direzione nordest raccogliendo le acque di impluvio che formano brevi torrenti temporanei in occasione di grandi piogge e si congiunge a nord con il rio Guttureddu formando il rio Santa Lucia. Il fondo valle giace ad una quota che declina dai 220 metri s.l.m., in località Is Pauceris, ai 60 m s.l.m. in località Santa Lucia.

### Rio Guttureddu
È il secondo affluente in ordine di importanza. Ha le sorgenti sul versante orientale del monte Lattias (1086 m) e si forma in gran parte raccogliendo le acque di compluvio dei versanti orientali della cresta che congiunge il monte Lattias al monte Genna Strinta (856 m).
Con un percorso sinuoso si dirige in direzione nordest, parallelamente al rio Gutturu Mannu, attraversando una stretta valle racchiusa da due creste collinari le cui vette più alte raggiungono 5-600 metri. Quella meridionale separa la valle del Guttureddu dalla gola di Gutturu Mannu. Nel tratto settentrionale, in località Sa Canna raccoglie le acque del suo principale affluente, il rio Sa Canna, e dopo pochi chilometri confluisce nel rio Gutturu Mannu in località Santa Lucia.
Il fondo valle del Guttureddu giace ad una quota che declina dai 320 m s.l.m. della località Pardu Melis ai 100 m s.l.m. della località Sa Canna, fino ai 60 m della località Santa Lucia.

### Rio Sa Canna
È il ramo più settentrionale del bacino imbrifero del Santa Lucia, affluente di sinistra del Rio Guttureddu. Ha le sorgenti nel versante meridionale del monte Arcosu (948 m) e raccoglie le acque di compluvio del versante orientale delle creste che congiungono il monte Arcosu con il monte Genna Strinta.
Percorre una gola tortuosa, in gran parte scavata su roccia granitoide rosa, che si ricongiunge in località Sa Canna alla valle del Guttureddu.